# Bulgarische Fußballnationalmannschaft (U-20-Männer)
Die bulgarische U-20-Fußballnationalmannschaft ist eine Auswahlmannschaft bulgarischer Fußballspieler. Sie unterliegt dem Bulgarski futbolen Sajus und repräsentiert ihn international auf U-20-Ebene, etwa in Freundschaftsspielen gegen die Auswahlmannschaften anderer nationaler Verbände oder bei der U-20-Fußball-Weltmeisterschaft.
Die Mannschaft schied 1985 und 1987 jeweils im Viertelfinale der WM aus. 1985 verlor sie dabei gegen den späteren Vize-Weltmeister Spanien, 1987 gegen die DDR.

## Teilnahme an U20-Fußballweltmeisterschaften
| 1977 | nicht qualifiziert |
| 1979 | nicht qualifiziert |
| 1981 | nicht qualifiziert |
| 1983 | nicht qualifiziert |
| 1985 | Viertelfinale      |
| 1987 | Viertelfinale      |
| 1989 | nicht qualifiziert |
| 1991 | nicht qualifiziert |
| 1993 | nicht qualifiziert |
| 1995 | nicht qualifiziert |
| 1997 | nicht qualifiziert |
| 1999 | nicht qualifiziert |
| 2001 | nicht qualifiziert |
| 2003 | nicht qualifiziert |
| 2005 | nicht qualifiziert |
| 2007 | nicht qualifiziert |
| 2009 | nicht qualifiziert |
| 2011 | nicht qualifiziert |
| 2013 | nicht qualifiziert |
| 2015 | nicht qualifiziert |
| 2017 | nicht qualifiziert |
| 2019 | nicht qualifiziert |